# Zeiraphera hiroshii
Zeiraphera hiroshii — вид лускокрилих комах родини листовійки (Tortricidae). 
Він зустрічається в Китаї (Сичуань, Гуйчжоу) і Японії.  Розмах крил 16.5-18 мм.  Гусінь живиться хвоєю хвойних дерев.